# كارين كوشمان
كارين كاشمان (بالإنجليزية: Karen Cushman)‏ (4 أكتوبر 1941، شيكاغو في الولايات المتحدة)؛ كاتِبة مُتخصِّصة في أدب الأطفال وروائية أمريكية. درست في جامعة ستانفورد.

## الجوائز
- جائزة نيوبري